# Ожарув
Ожарув (пол. Ożarów)  —  город  в Польше, входит в Свентокшиское воеводство,  Опатувский повят.  Имеет статус городско-сельской гмины. Занимает площадь 7,79 км². Население — 4906 человек (на 2004 год).

## История

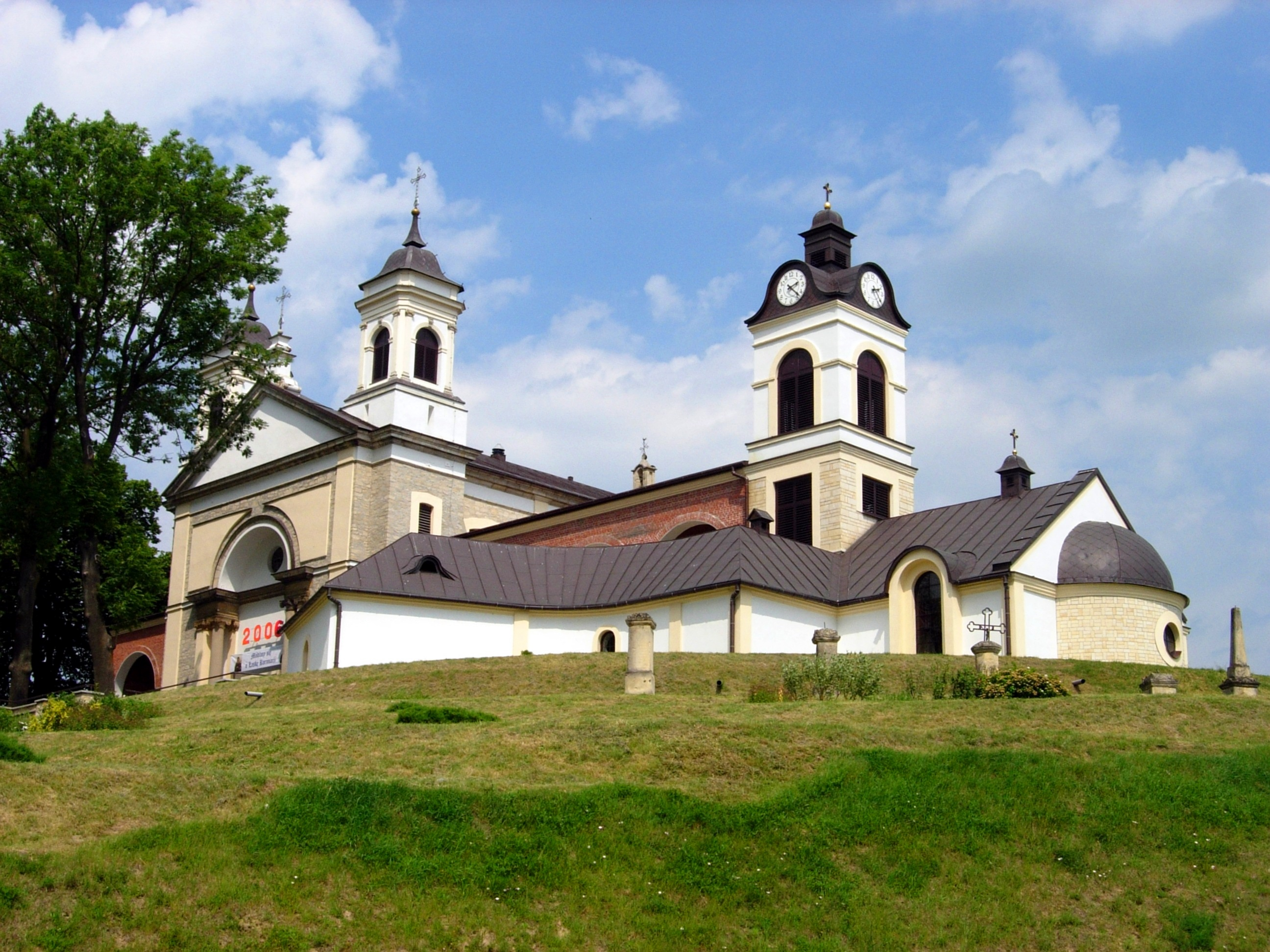
Костёл

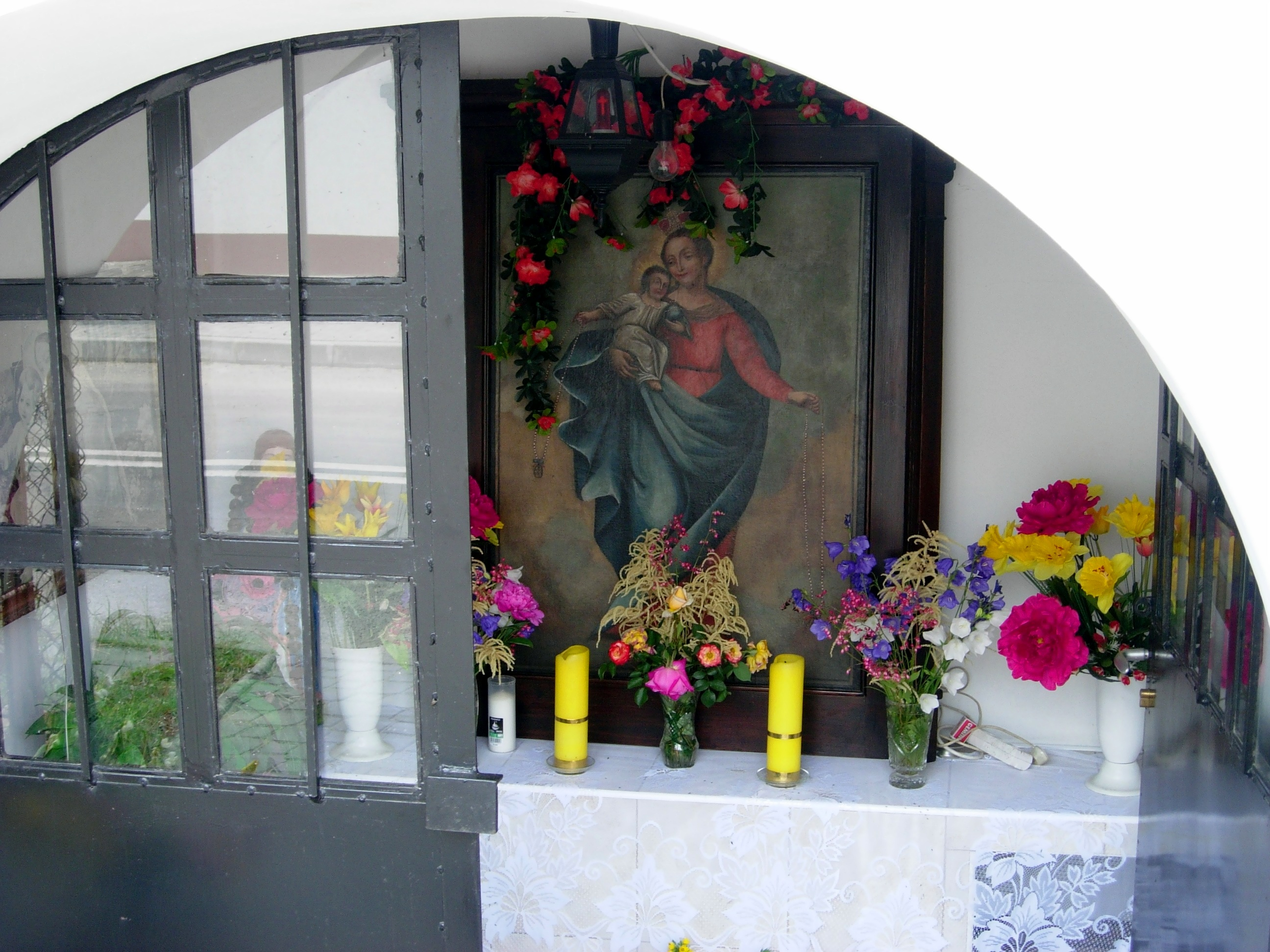
Ожарув